# حزب الشعب اللبناني
حزب الشعب اللبناني أول حزب شيوعي منظم رسميا في العالم العربي. تم تأسيسه في 24 أكتوبر 1924 من قبل تسعة أشخاص من بينهم البارزين جوزيف بيرجر بارزيلاي ويوسف إبراهيم يزبك وفؤاد الشمالي. نشرت الصحيفة الأسبوعية الإنسانية وهي الأولى من نوعها في العالم العربي. نشرت الطبعة الأولى 15 مايو 1925 لكنها استمرت لخمس أسابيع فقط عندما أغلقتها السلطات الاستعمارية الفرنسية في 16 يونيو 1925.
اندمج حزب الشعب اللبناني لاحقا مع المجموعة الأرمنية «سبارتاكوس» لإنشاء الحزب الشيوعي السوري اللبناني. عقد الاجتماع الأول (السري) للحزب الجديد الذي حضره 15 ممثلا في 9 ديسمبر 1925.